# Ulysse Alexandre Toussaint

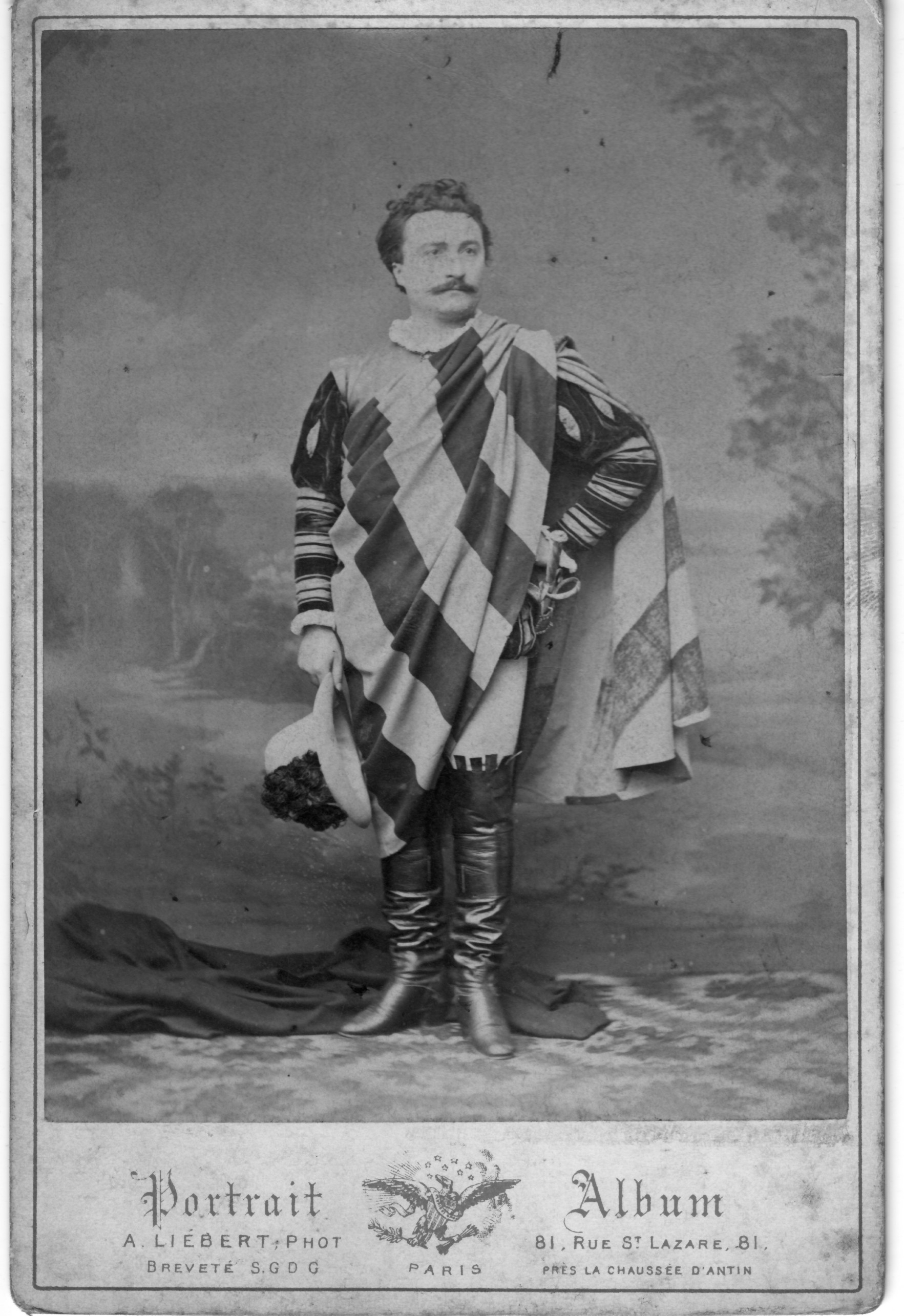
Ulysse du Wast à Paris

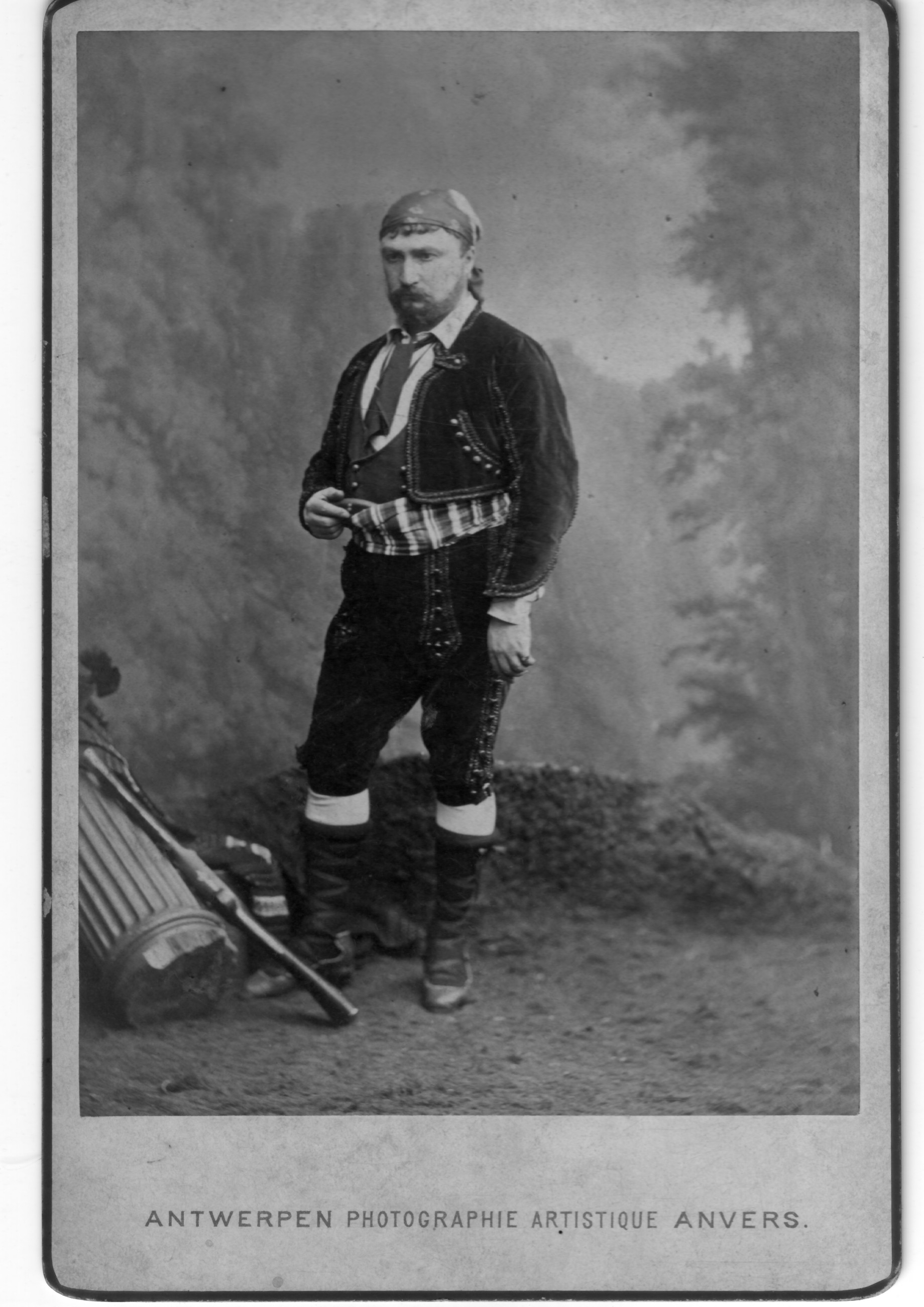
Ulysse du Wast à Anvers saison musicale 1879-1880

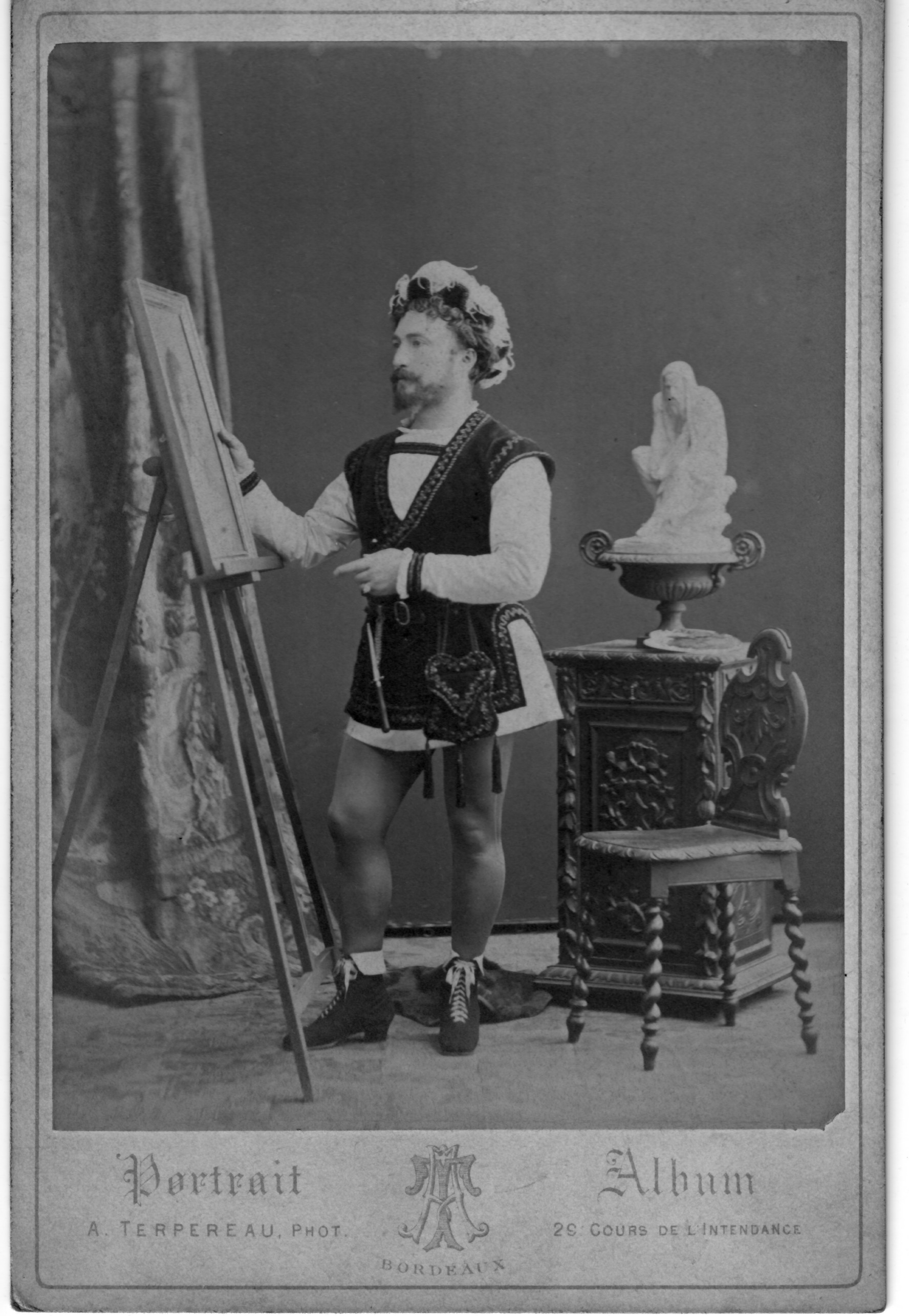
Ulysse du Wast à Bordeaux vers 1875

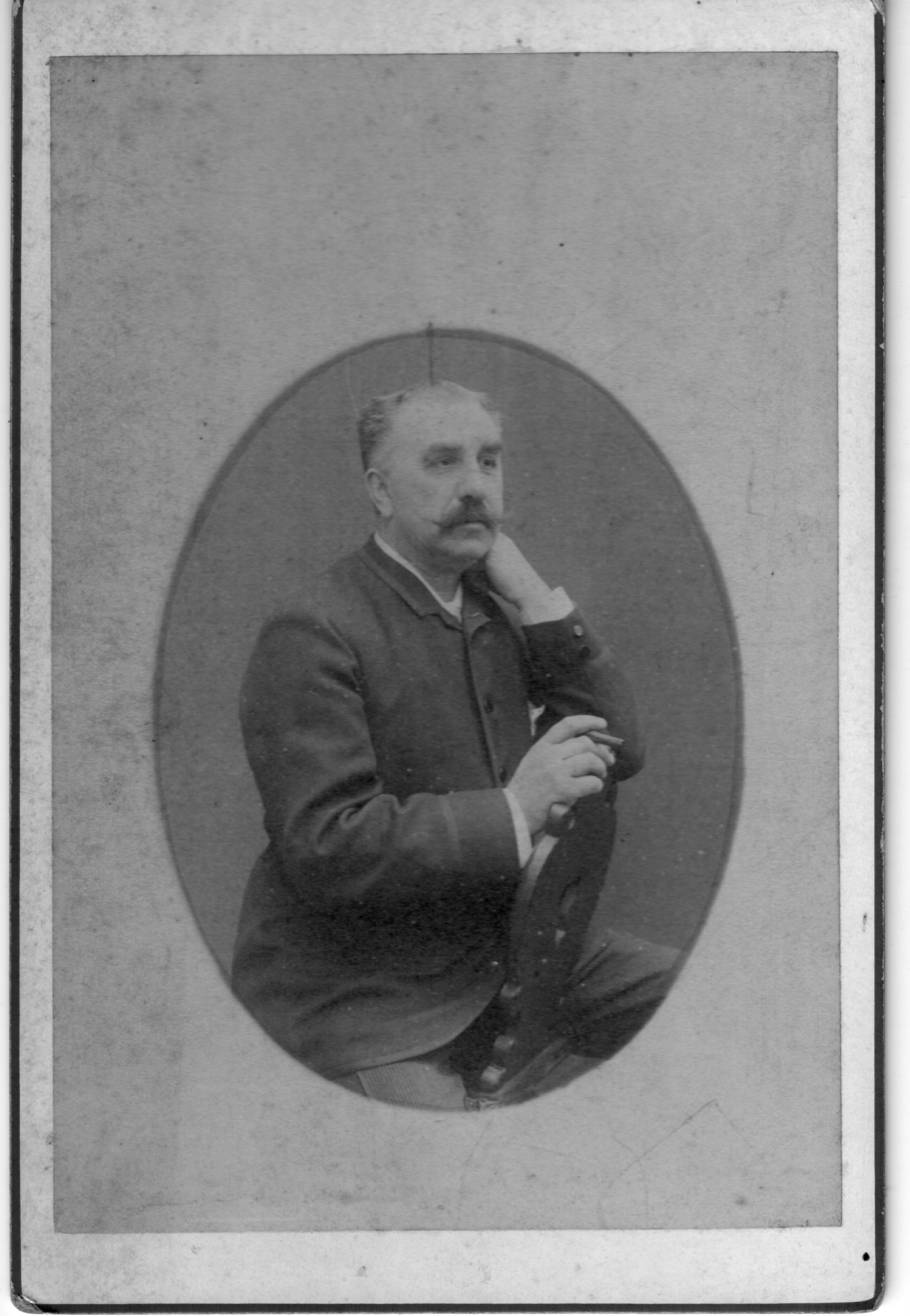
Ulysse T. du Wast professeur de chant et de déclamation lyrique puis éditeur et marchand de musique

Ulysse Alexandre Toussaint, connu sous le nom de Duwast ou du Wast, est un ténor d'opéra-comique français, élève de Gilbert Duprez, né à Paris (8e ancien) le 30 mars 1839 et décédé à Paris 9e le 4 février 1919.

## Biographie

### Formation
Ulysse du Wast est né au 4, rue des Francs-Bourgeois (ancien 8e arrondissement de Paris) dans la menuiserie de son père Louis Toussaint qui décède en 1842 alors qu’il n’a que trois ans. Sa mère Élisabeth Clotilde Monnin se remarie l’année suivante avec Auguste Duwast un apprenti menuisier originaire du Nord de la France. Dès ses premières mentions dans la presse comme artiste il porte le patronyme  de son beau-père. On ignore de quelle manière il accède à l’école de chant fondée en 1842 par Gilbert Duprez, ni de quelle manière il a été remarqué par le maître, mais on sait que le célèbre ténor conscient de ses origines modestes se faisait un devoir d’aider par un système de bourse les élèves qui lui paraissaient les plus prometteurs  et qui ne pouvaient pas forcément payer les 1 800 francs par an pour les cours de son « école spéciale de chant ».

### Début de sa carrière lyrique
Il apparaît dans des concerts dès 1861  pour sa libération du service militaire  : « Si le programme ne l’avait annoncé, ceux qui cette semaine assistaient au concert de M. Ulysse du Wast n’auraient pas deviné, malgré l’excellent sentiment musical, le goût et l’art déployés par le jeune bénéficiaire, qu’il était élève de Duprez . En effet, au nom du maître on s’attend presque toujours à une grande voix, à un style large, vigoureux et fortement accentué, même jusque dans les inflexions les plus tendres, et l’on n’a trouvé qu’une petite voix d’opéra-comique, une manière sobre et discrète, propre surtout à l’expression des sentiments agréables et délicats  ». Il est premier ténor au théâtre de Mulhouse en novembre 1863, en mars 1864 il est remarqué au théâtre de Colmar puis fin 1864 et début 1865  à Mons en Belgique et mi-1865  à Dieppe .
Il faudra attendre la fin de l’année 1865 pour qu’il se fasse connaître à Paris dans la Jeanne Darc de Duprez. Ce grand projet de Gilbert Duprez se situait dans l’ambition de celui-ci de transformer le Grand-Théâtre-Parisien  en Opéra-populaire. Malgré l’échec global de la Jeanne Darc, Ulysse du Wast y fut remarqué dans son rôle de Lyonnel  ce qui lancera sa carrière à Paris en province puis à l’étranger.
Il fait ses débuts au Théâtre-Lyrique  impérial en mai 1866  dans le rôle de Faust mais il y reste peu de temps. Il fait des essais prolongés à Marseille qui ne s’avèrent pas concluants : «..il possède toutes les qualités requises pour faire les beaux jours d’une scène plus secondaire : un talent de chanteur qui, sans être transcendant, est fort acceptable ; une voix agréable, quoiqu'un peu sourde, et qui gagnerait à se produire dans une enceinte moins vaste  ». Il obtient un meilleur succès à Toulon de novembre 1866  à mars 1867  puis à Nice jusqu’en juin 1867. Il se fait ensuite connaître à Bruxelles au théâtre toyal de la Monnaie en septembre 1867 pour le remplacement momentané de Jourdan. Il est engagé au théâtre royal d’Anvers pour la saison 1867-1868, avant d’essayer à nouveau d’obtenir un engagement à Marseille pour la saison 1868-1869 sans succès à nouveau malgré de longs débuts et de multiples polémiques rapportées dans la presse  .
La poursuite de sa carrière sur des scènes plus secondaires montre de véritables succès . Il est à Lille de mi-décembre à fin avril 1869, à Toulouse d’octobre 1869  à mai 1870.

### Maturité de sa carrière
Il participe à la réouverture du Théâtre-Lyrique dans la salle de l’Athénée  en septembre 1870 et chante dans Martha de Flotow avec Mme Balbi-Verdier, après une Fête à Venise il incarne ensuite Rodolphe dans Sylvana en avril 1872 qui s’avère un succès. C’est d’ailleurs pour la création de son rôle de Rodolphe que son nom sera retenu dans le Grand Dictionnaire du XIXe siècle de Larousse.
En juillet 1873  il épouse à Paris Gilberte Gay la petite fille de son maître Gilbert Duprez   
Après avoir tenté un engagement à Bruxelles puis à Anvers il fait une saison au Grand Théâtre de Bordeaux en 1874-1875  avant d’être engagé à Gand en février 1876.
Il lui faudra attendre l’âge de 37 ans pour obtenir un engagement au prestigieux  Opéra-Comique d’août 1876 à la fin juin 1877, il s’y fait applaudir dans Piccolino, la Fête du Village Voisin la Fille du régiment  et Cendrillon. Après un passage à Genève de janvier à mars 1878  on le retrouve à Anvers pour la totalité de la saison 1879-1880, où il chante parfois avec Madame Lacombe-Duprez, fille d’un frère de Gilbert Duprez Bernard Duprez  devenue sa cousine par alliance. Il fait la saison lyrique 1883-1884  à Saint-Étienne.

### La fin de sa carrière: l’enseignement et l’édition
En octobre 1885  Ulysse Duwast commence à 46 ans une carrière de pédagogue dans l’école de son ami Léon Duprez  qui a repris la direction de l’école spéciale de chant de son père. Dans le même temps il ouvre un cours particulier au 135, Faubourg Poissonnière. Quelques mois après il se fait seconder par son épouse Gilberte Gay qui se fait connaître sous le nom de Madame du Wast-Duprez en souvenir de son célèbre grand-père . Monsieur et Madame du Wast commencent à produire quelques-unes de leurs meilleures élèves à partir de mai 1894 au travers de séances artistiques mensuelles qui les confrontaient au public pour être éventuellement remarquées. Ces séances artistiques parfois reprises dans la presse se poursuivront jusqu’au décès de Madame du Wast en 1901.
En août 1894 le mari de sa cousine par alliance Pauline Duprez, Ernest Lacombe, éditeur de musique s’éteint prématurément à l’âge de 52 ans. Sa veuve lui cède le fonds de commerce du «  magasin de musique du Conservatoire, ancienne maison O’Kelly » 11 rue du Faubourg-Poissonnière juste à côté du Conservatoire. Il est répertorié pour avoir exercé les fonctions de libraire et d’éditeur de musique de 1895 à 1910.
À partir de 1903 il consacre une partie de son énergie à la création de la chambre syndicale des marchands de musique de France dont il sera président jusque 1910.
La Bibliothèque nationale de France par le biais du dépôt légal conserve un certain nombre de partitions éditées par Ulysse T. du Wast. Gaston Lemaire est le mieux représenté parmi les musiciens qu’il a édités mais on trouve aussi des livrets de musique de Gustave Rinck H., Émile Nérini, André Coedes-Mongin, Charles Haring, Charles Grelinger, etc.
Son magasin sera aussi un point de diffusion d’une nouvelle gazette musicale le Paris musical et dramatique dont son fils Pierre fut longtemps le gérant et dont la Bnf conserve aussi quelques exemplaires.
Il décède à Paris (9e)  le 4 février 1919 dans sa 80e année. Il a été inhumé à Château-Thierry dans la chapelle de sa mère et de son beau-père bien qu’aucune plaque ne l’indique.

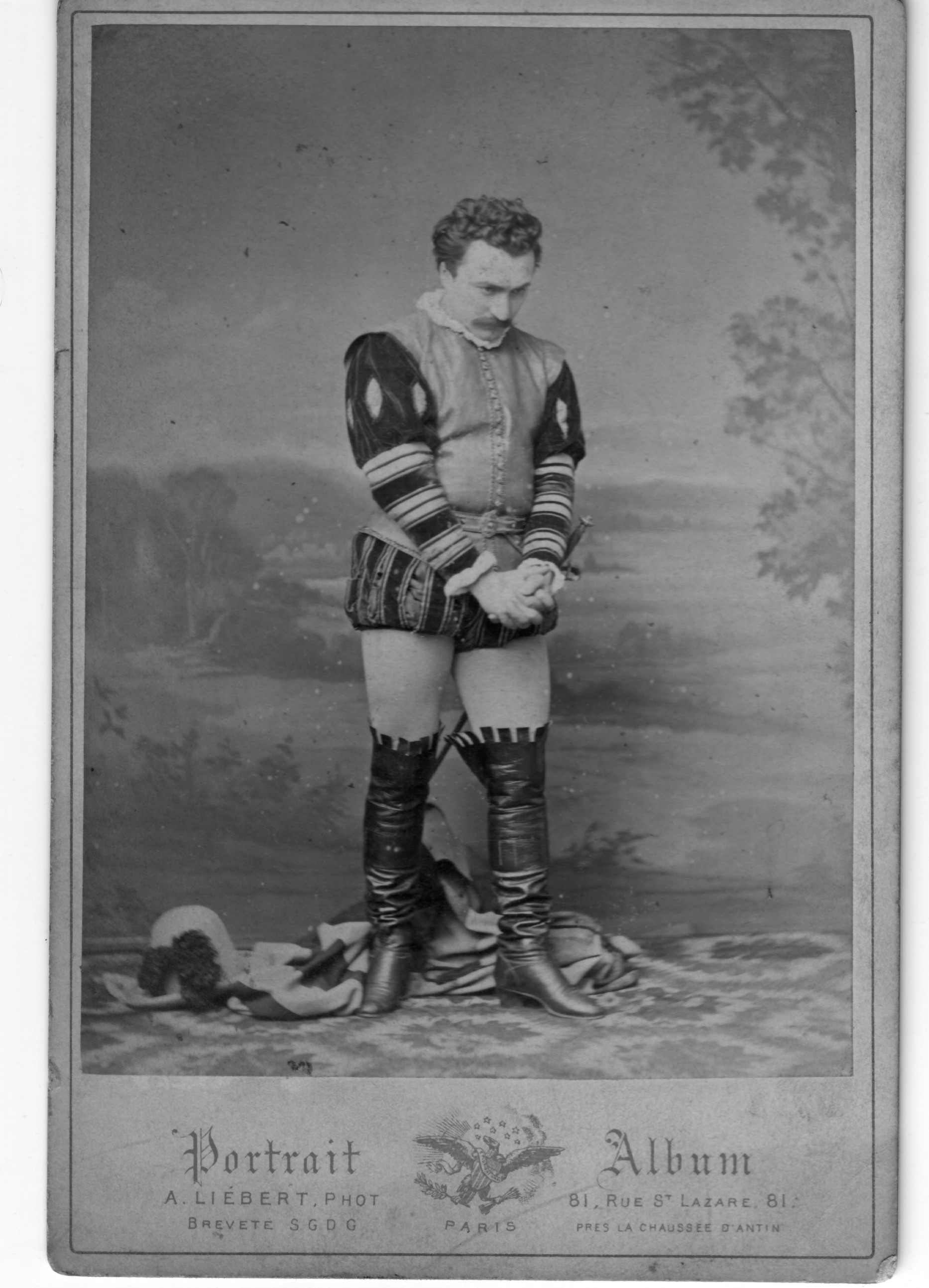
A l'Opéra-Comique de Paris
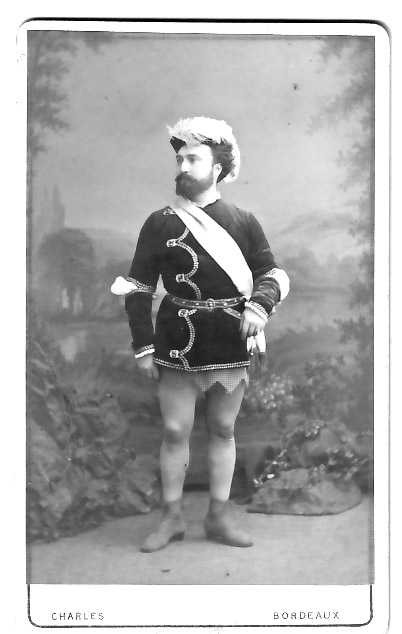
Au Grand Théâtre de Bordeaux
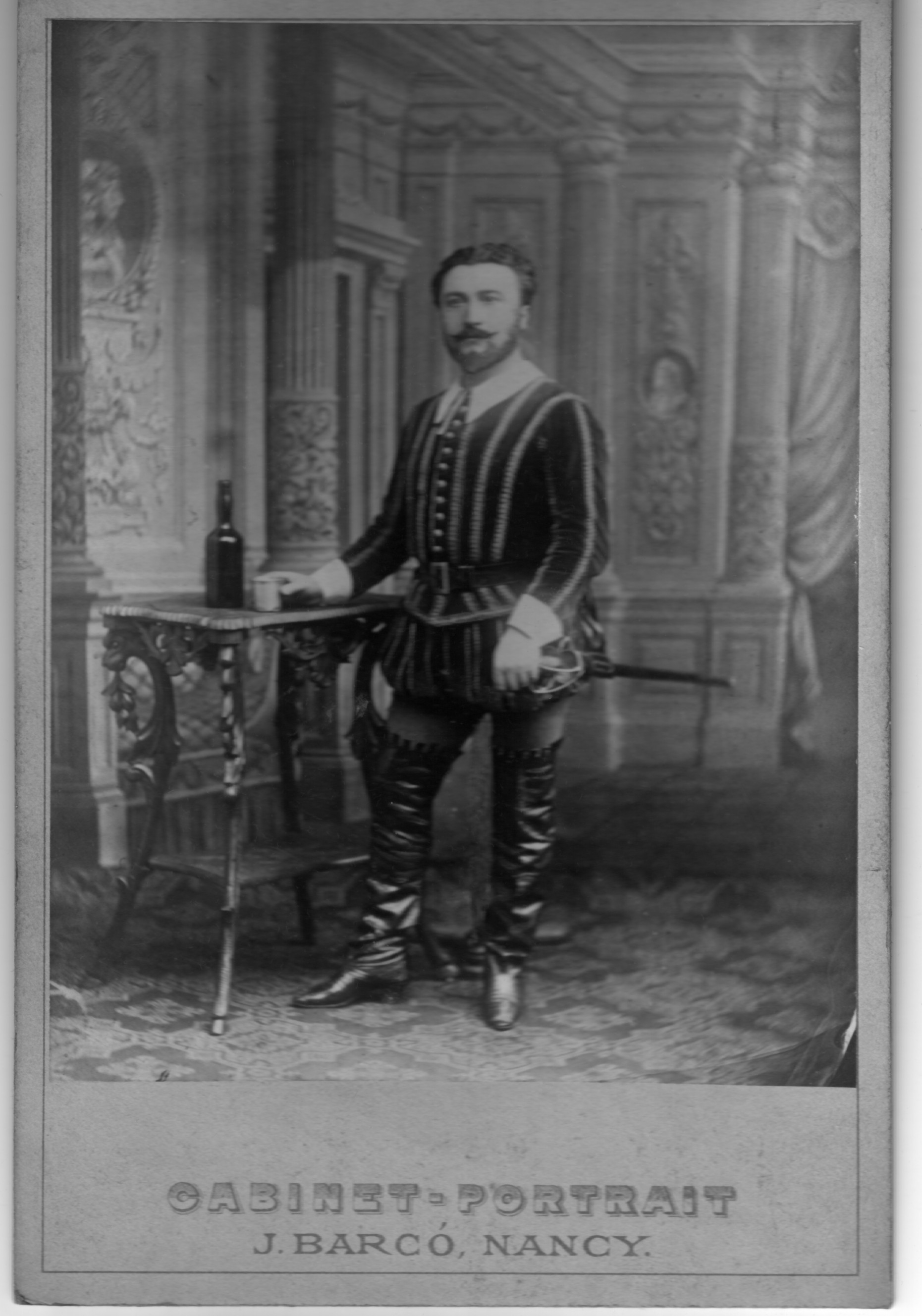
A Nancy
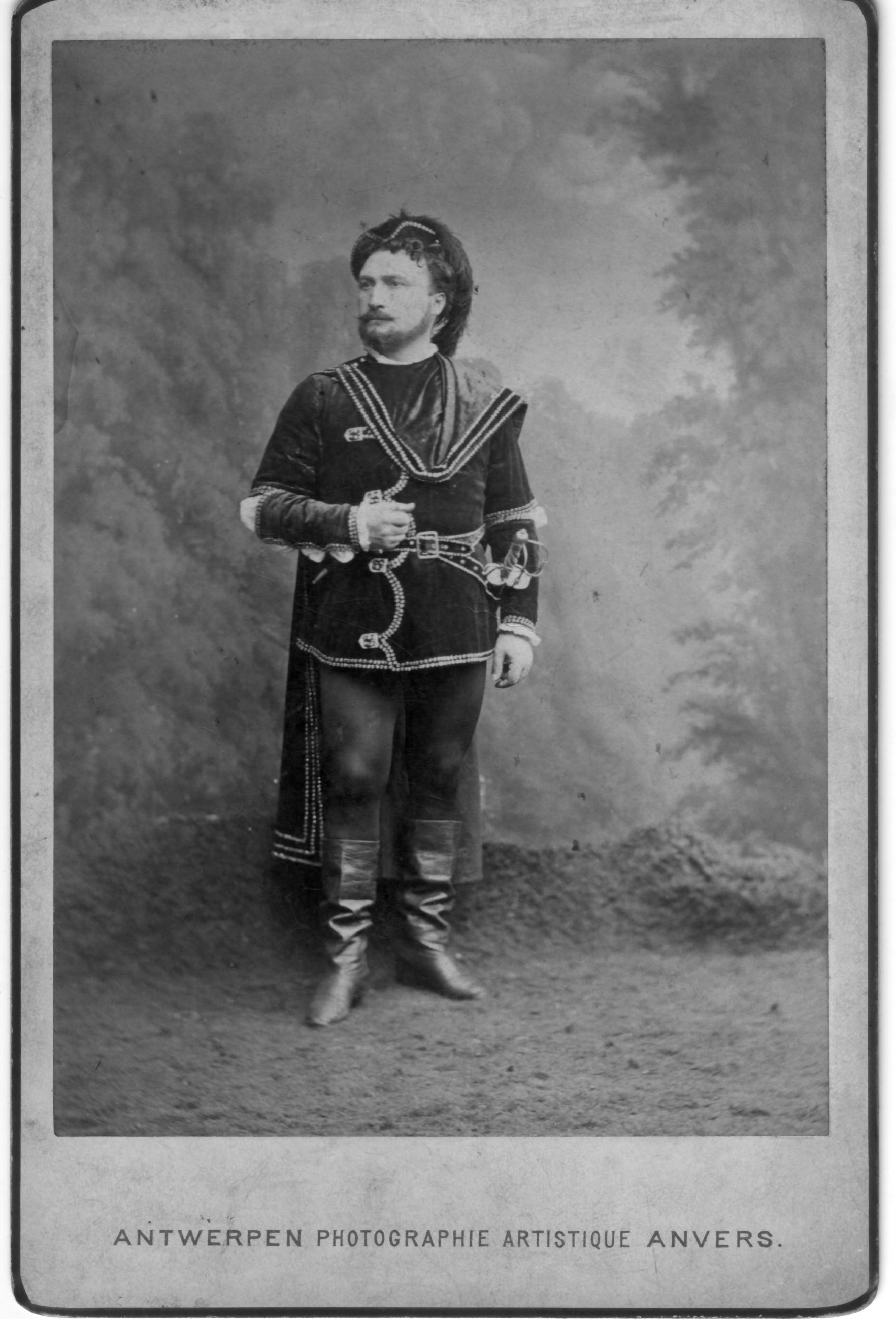
Au Théâtre Royal d'Anvers
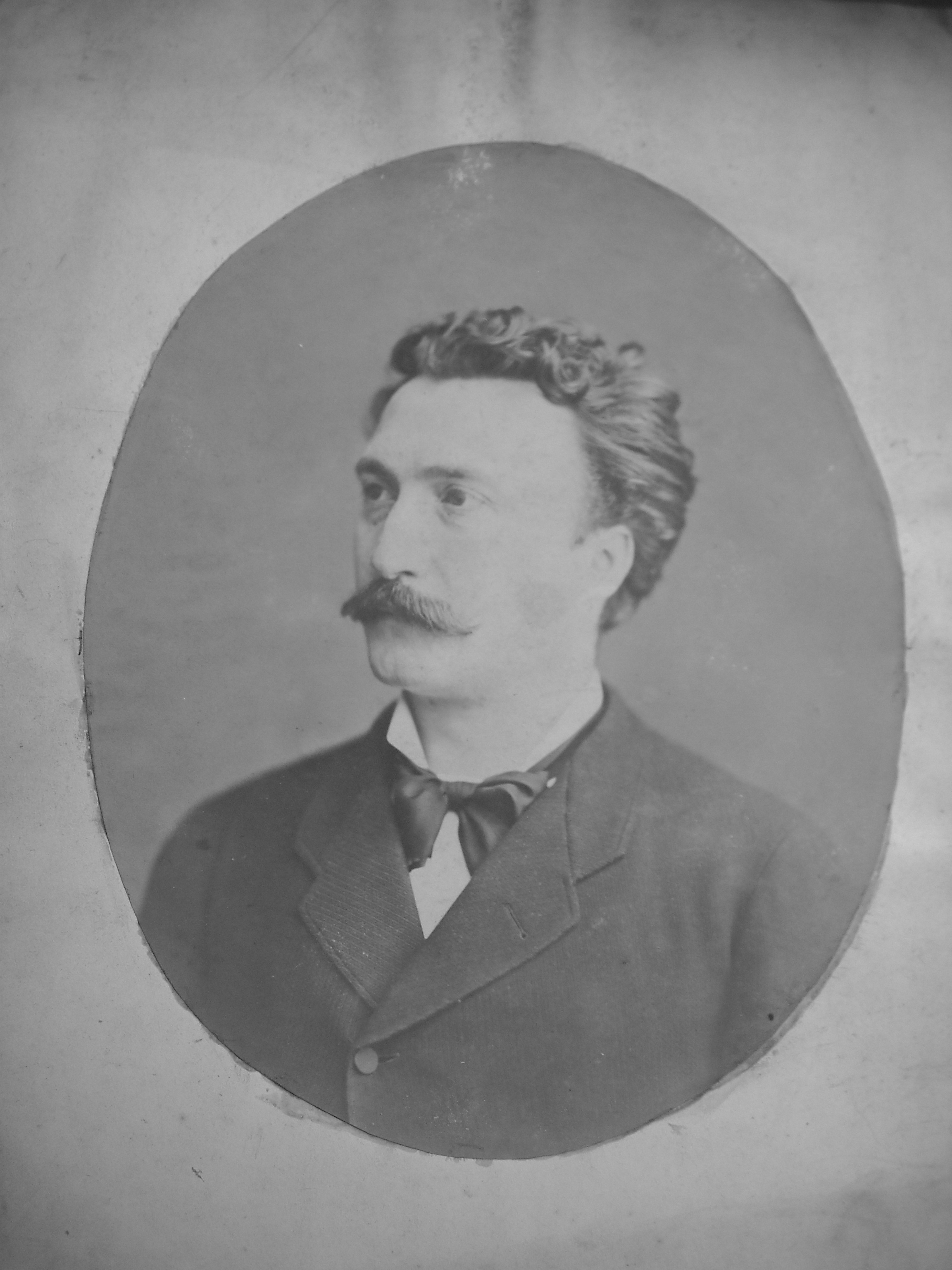
Portrait à la quarantaine
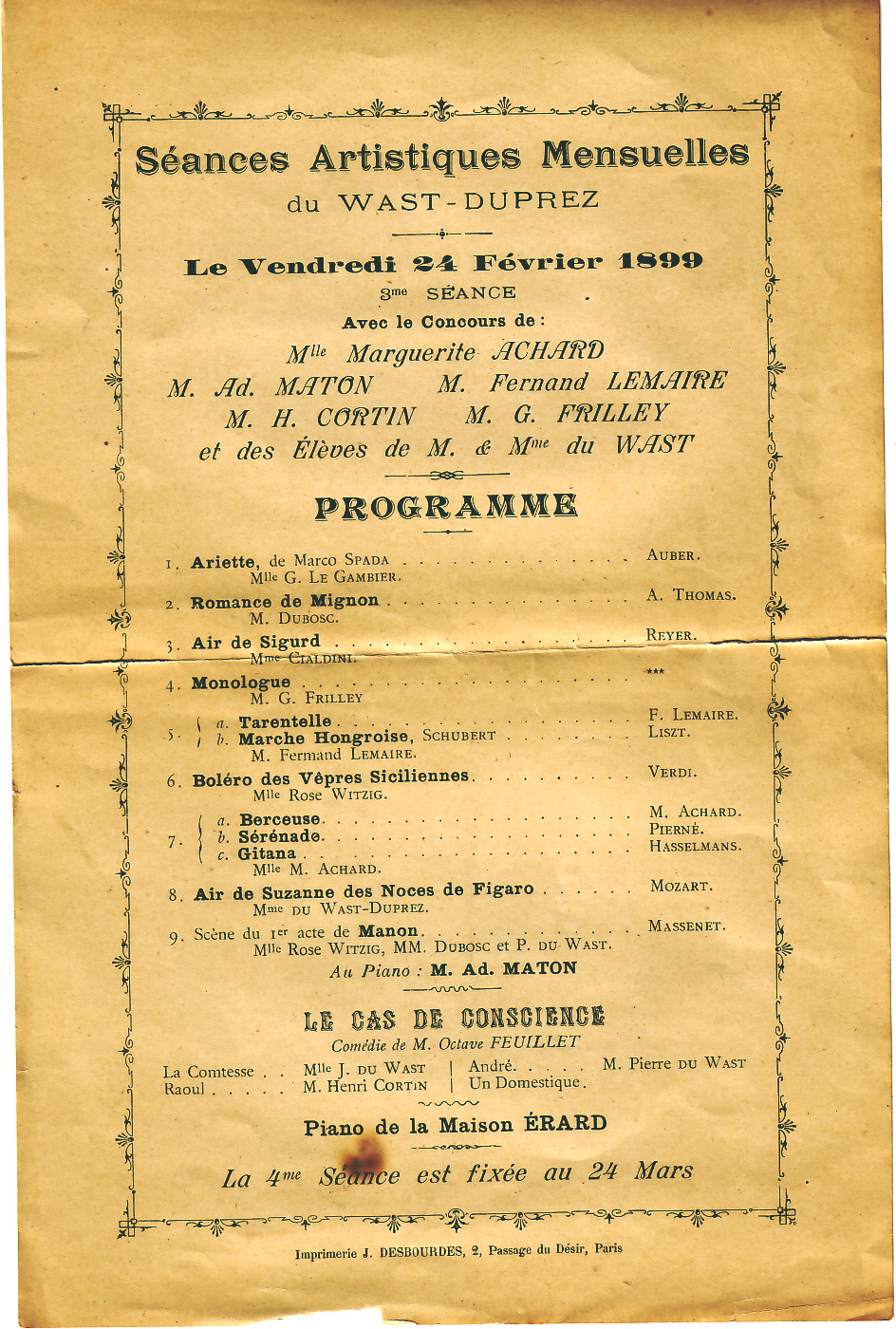
Séance artistique de l'école de Chant du Wast-Duprez du 24 février 1899
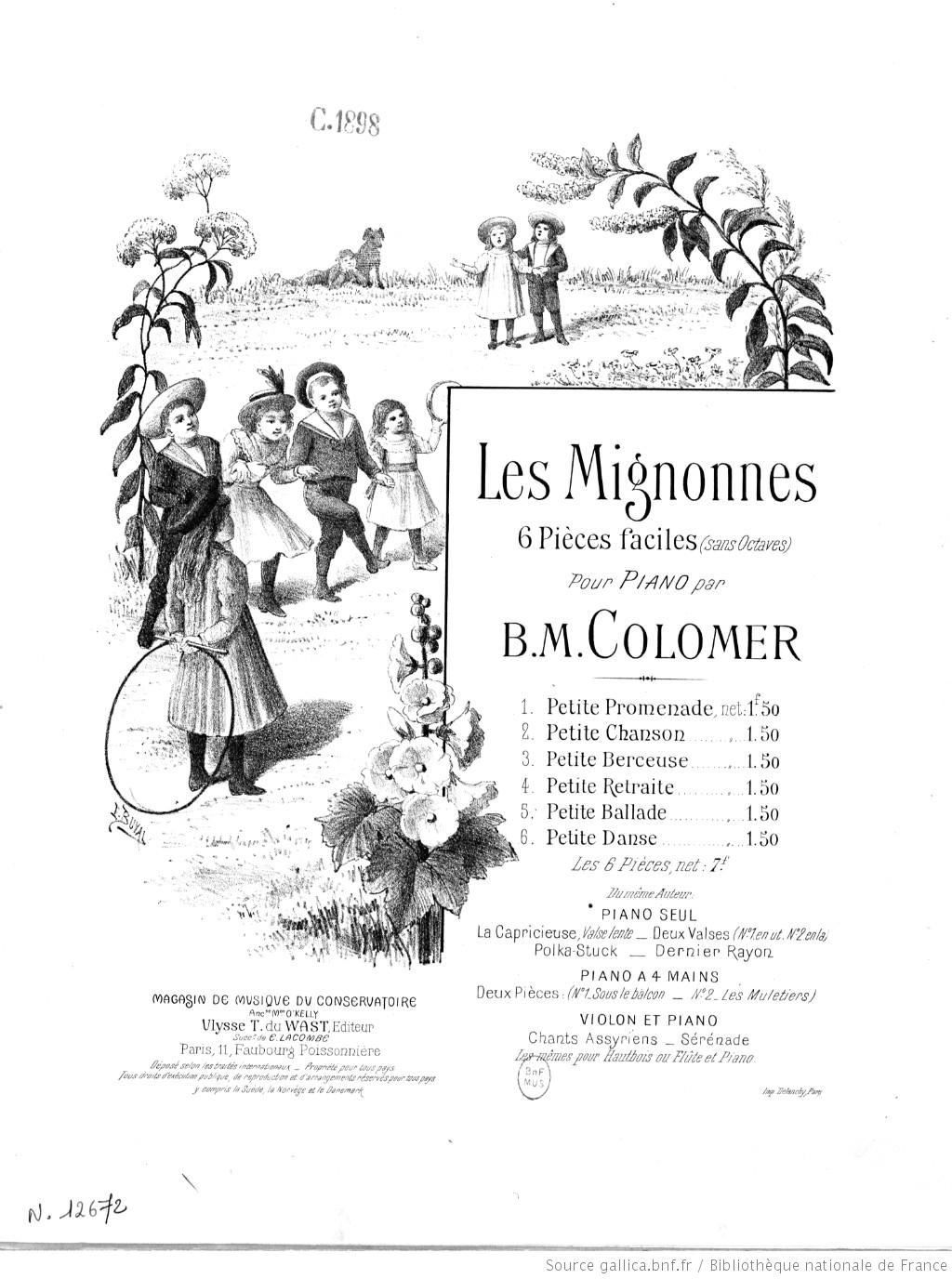
exemple de partition de musique éditée par Ulysse T. Duwast (Gallica)
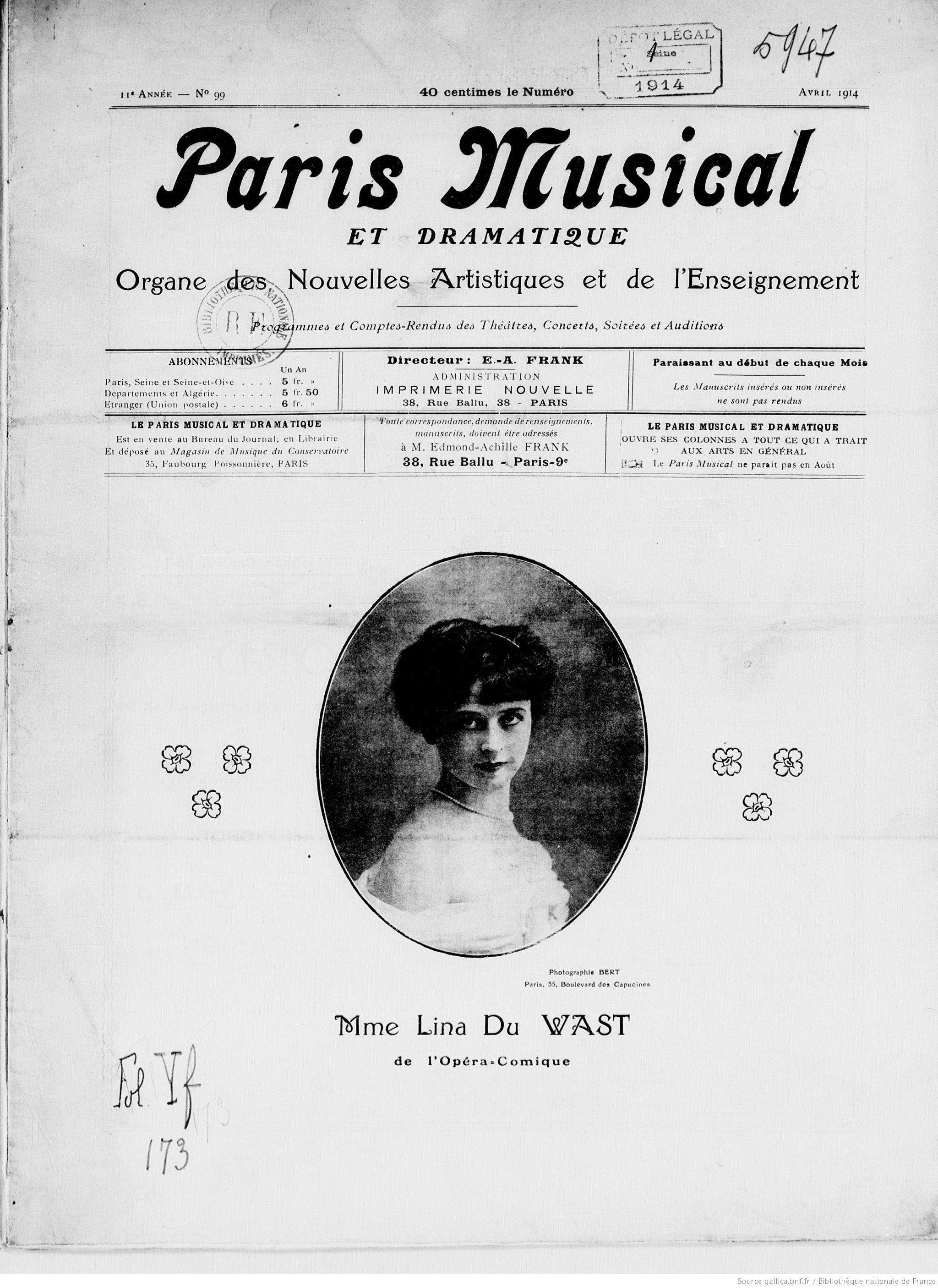
Le Paris Musical et Artistique (1904-1914)
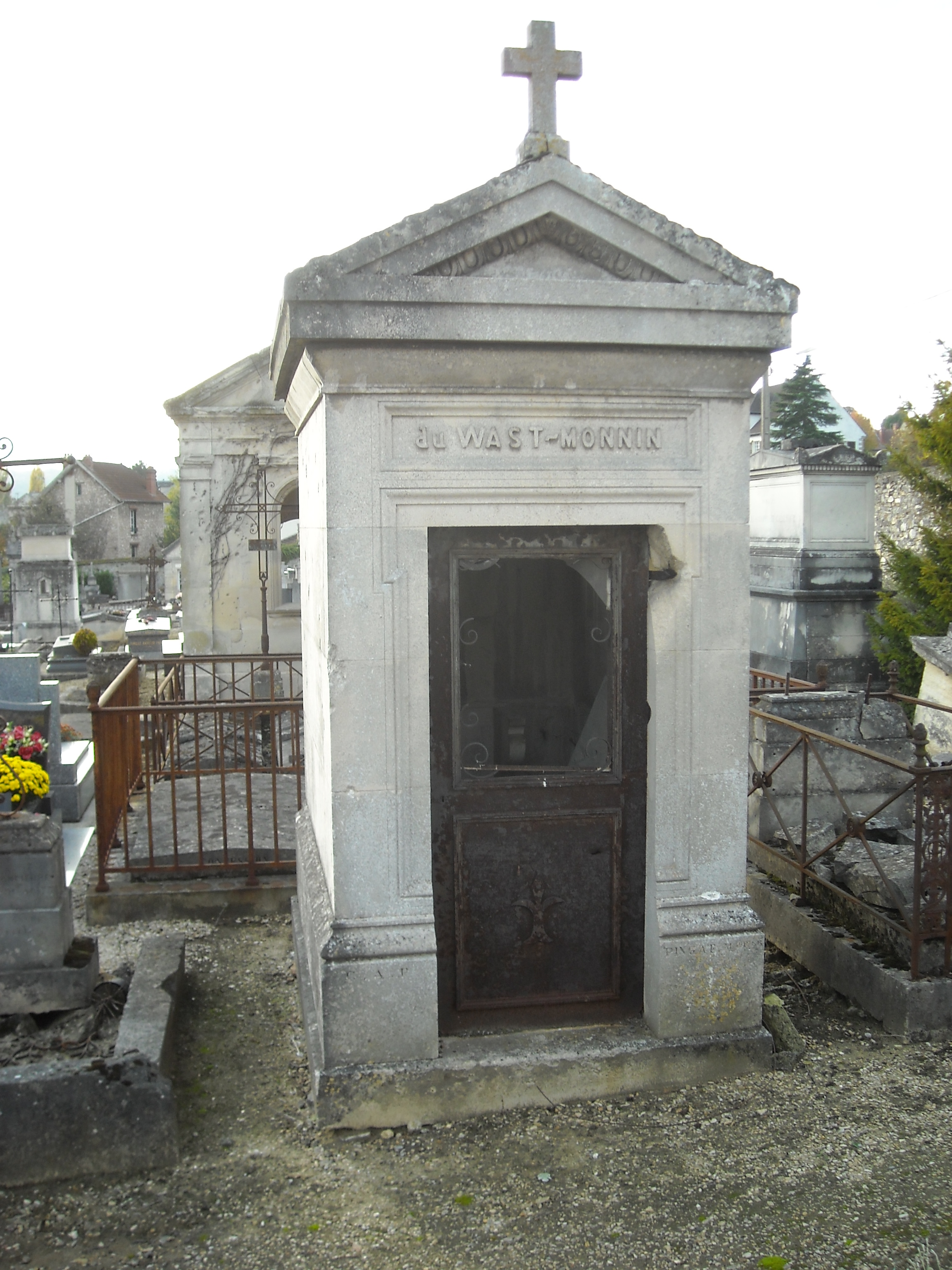
Mort en 1919 Ulysse du Wast a été inhumé dans le caveau familial de sa mère et de son beau père à Château-Thierry